# Óscar Alejandro Limia Rodríguez
Alejandro Limia (Avellaneda, 16 de juliol de 1975) és un exfutbolista argentí, que ocupava la posició de porter i va jugar del 1997 al 2015.
Va començar la seva carrera com a porter professional l'any 1997 jugant al Lanús , però ha passat la major part de la seva carrera a l'Argentina jugant a l'Arsenal de Sarandí. També va jugar al Cadis CF del 2005 al 2008 i al CD Badajoz d'Espanya. El febrer de 2009 va ser fitxat pel conjunt colombià América de Cali. El gener de 2010, però, va tornar a l'Argentina per jugar a la Unión de Santa Fe, que va abandonar el 2022. El seu darrer equip va ser l'Arsenal de Sarandí.